# Pohle
Pohle er en by og kommune i det nordvestlige Tyskland med 856 indbyggere (2018-12-31), beliggende i Samtgemeinde Rodenberg i den østlige del af Landkreis Schaumburg. Denne landkreis ligger i den nordlige del af delstaten Niedersachsen.

## Geografi
Kommunen er beliggende i Deister-Sünteldalen, og dermed i Naturpark Weserbergland Schaumburg-Hameln mellem Hameln og Hannover. Nord for byen gennemskærer motorvejen A2 kommunen. Mod øst går B 442, og langs med hovedvejen løber Pohler Bach.
I kommunen findes (ud over hovedbyen Pohle) bebyggelsen Wischmühle.

### Nabokommuner
Pohle grænser (med uret fra nord) op til kommunerne Apelern, Lauenau, Messenkamp, Hülsede og Auetal.